# Reemigracja
La Reemigracja est une migration qui s'est effectuée entre 1945 et 1949 de la part de quelque 62 000 Polonais de France rentrés au pays pour participer à sa reconstruction, principalement vers la Basse-Silésie, son bassin minier et ses industries, dont 5000 à 6000 mineurs de fond issus de l'immigration polonaise dans le bassin minier du Nord-Pas-de-Calais.
Dans les années qui suivent la Libération, environ 62000 Polonais de France, dans le cadre d'un processus organisé par les autorités polonaises de Varsovie, auraient regagné la mère-patrie, par le biais de cette "reemigracja" d'abord spontanée puis organisée, dont 5000 à 6 000 mineurs du Nord-Pas-de-Calais, pour répondre à l'appel de leur pays, qu'il fallait repeupler et reconstruire.
Les sources polonaises opèrent la distinction entre le rapatriement et ce qu'elles appellent la « reemigracja », que l'on peut traduire par retour des émigrés. L’existence d’un noyau communiste conséquent parmi les candidats au retour dans un pays désormais aux mains d’un régime ami de l’Union soviétique permet de comprendre l'ampleur de la migration, à laquelle les autorités des deux pays, France et Pologne, ont contribué.

## Localisation
La plupart des Polonais qui rentrent au pays partent de convois ferroviaires au départ du bassin minier du Nord-Pas-de-Calais. Une partie d'entre eux sont des Résistants polonais en France durant la seconde guerre mondiale qui ont participé à la libération au cours de l'été 1944.
Dès la fin de la seconde guerre mondiale, la plupart de ces Polonais partent vers le bassin minier de Silésie où est produit le charbon dont a besoin le pays pour se reconstruire, car ils souffre de pénuries d'énergie et d'électricité comme le reste de l'Europe. 

## Contexte
Quand l’Armée rouge met fin à six années d’occupation nazie à l’été 1945 elle trouve en Pologne « population décimée, campagnes dévastées, villes rasées, et industrie ravagée ». Les Accords de Yalta de février 1945 et de Potsdam en juillet-août 1945 ont alors entériné un « glissement des frontières polonaises vers l'ouest », les territoires orientaux étant définitivement rendus à l’URSS, en compensation de terres au Nord (Poméranie, Prusse-Orientale) mais surtout à l’Ouest là où les Allemands viennent d'être chassés, comme la région minière de Basse-Silésie autour de Wroclaw et Walbrzych. Edward Osobka-Morawski, président du Conseil, promet le 26 juillet 1945 que « plus personne ne sera obligé d’aller chercher son gagne-pain à l’étranger ». 
Mais en réalité, en raison d'un accord signé dès le 27 juillet 1944 entre le président du Comité polonais de libération nationale Edward Osobka-Morawski et le ministre des Affaires étrangères de l’Union soviétique Viatcheslav Molotov, les territoires orientaux sous contrôle soviétique avaient de fait été définitivement annexés, au prétexte d’un impérialisme polonais remontant au XVIe siècle lors de la réunion du royaume de Pologne au Grand-duché de Lituanie.

## Départs spontanés
Un appel à relancer la production charbonnière, « pain de l’industrie », est alors envoyé dès l’été 1945 par les nouvelles autorités au pouvoir en Pologne. Il s'adresse en particulier à la France et à ses départements les plus « polonisés » , alors eux aussi en pleine "bataille du charbon". En 1936, environ 150 000 Polonais y vivaient, selon les historiens. Des départs « sauvages » de main-d’œuvre à fortes aptitudes professionnelles ont lieu dès 1945 et inquiètent les autorités françaises, qui préfèrent prendre les devants.

## Accords officiels franco-polonais
Le 20 février 1946, une première convention de rapatriement associe France et Pologne : elle prévoit le retour en Pologne de 5000 travailleurs, cette année-là. Les mineurs de charbon du Nord-Pas-de-Calais veulent les pionniers de cette reconstruction et « polonisation ».
En échange, la Pologne s’engage à lui livrer du charbon, dont la France a énormément besoin, via 4 accords franco-polonais sur la période « 1946 – 1948 », prévoyant le rapatriement de 40000 Polonais de France, à qui sont proposés l'assurance d'un logement et d’un travail en Pologne, avec voyage payé, passeports collectifs, et possibilité de partir en famille avec meubles et cheptel.

## Convois
Le premier convoi ferroviaire quitte Lens le 15 mai 1946, devant 10000 personnes, avec un vibrant discours de l'ambassadeur de Pologne en France, et le voyage prend cinq jours. Des convois partiront aussi de Bruay-en-Artois, Arras, Douai et Valenciennes, avec wagons pavoisés aux couleurs de la Pologne, et parfois les locomotives ornées du portrait de Staline. Celui de l'été 1948 emmène le journaliste Jacques Estager vers Walbrzych en Basse-Silésie, où il témoignera. Un représentant des « sections polonaises » de la CGT intègre une commission mixte franco-polonaise chargée d'organiser l'échelonnement des départs, et la répartition par groupes et fosses, en Silésie, des rapatriés.
Parmi les causes des départs non politiques, nombreux aussi, l'insécurité dans laquelle avaient déjà été plongés les mineurs polonais, ou leurs parents, dans les années 1930 , en particulier de 1931 à 1936, car durant cette « période noire », 140000 Polonais avaient été renvoyés en Pologne, « dans des conditions souvent dramatiques ».
Mais l'accueil des convois est parfois brutal, un réémigré a par exemple constaté qu'à la frontière, le train a été accueilli par des jets de pierre de Polonais ne comprenant pas leurs motivations et criant : "Pourquoi venez-vous ? Ici c'est la misère, l’enfer !".

## Cadres
Les réémigrés sont « des candidats de choix pour un régime alors en manque de cadres » en raison de leur expérience en France dans le Parti communiste et dans les syndicats ouvriers. L'ex-mineur de Sallaumines Antony Walczak est par exemple élu maire de Walbrzych et Thomas Pietka, ex-ouvrier du Valenciennois, devient préfet de la région, bien d'autres prenant aussi des responsabilités. Mais rapidement leur « présence importante au sein des différents organes » du parti communiste polonais est jugée comme une forme d'allégeance au pouvoir et ils sont accuséé de sympathies envers le régime pro-soviétique.

## Conflits
Cette migration massive a aussi suscité des réticences : les accords sont critiqués par l’Union centrale des Polonais de France, proche de l'Organisation polonaise de lutte pour l'indépendance, et du gouvernement polonais en exil, tandis que l'Union des associations catholiques polonaises « reste dans une prudente expectative ». Par la suite va perdure un conflit politique entre les partisans du nouveau gouvernement, dominé par les communistes, et les militants anticommunistes polonais en France. 
Plusieurs rues de la ville de Walbrzych, dans le bassin minier de Silésie, en Pologne ont notamment pris le nom de militants des brigades internationales et de la résistance intérieure française, venus du bassin minier du Nord-Pas-de-Calais en France.
Sur le plan social, professionnellement aguerris, les mineurs venus du Nord de la France forment une « aristocratie ouvrière instruite », parfois incomprise par des compatriotes venus des campagnes surpeuplées du centre ou de l'est de la Pologne. Mais tous n'ont pas été résistants, seule une fraction d’immigrés polonais ayant connu l’engagement dans la résistance communiste, et à la différence de la population polonaise retrouvée en Basse-Silésie, la majorité des réémigrés n'avaient « pas connu aussi durement la guerre en France ». Les rapatriés de l’Est ont eux du ressentiment à l’égard de l’Allemagne mais aussi de l’Union soviétique car ils ont connu les exécutions et les déportations à l’arrivée en 1939 des Soviétiques, qui attaquaient les jeunes filles et les traitaient parfois comme du bétail.
Dans les années 1950 émerge un « clivage entre deux populations, les réémigrés polonais de France et les Polonais orientaux, que l’action conjointe de la migration et de la guerre avait participé autant à rapprocher géographiquement qu’à éloigner idéologiquement ».

## Intégration
« Il faudra bien dix ans pour que nous nous mélangions aux autres Polonais », reconnaitra cependant Henryk Skirlo, rapatrié en 1946 de Libercourt (Pas-de-Calais) car ces "Francuzi", ouvrent boulangeries et cafés français, écoutent du musette et dansent le 14 juillet, « cultivant volontiers leur francité ». 
La religion et le mode vestimentaire ont aussi été cités comme des freins à l'intégration. Les mineurs polonais du Nord de la France étaient dans les années 1930 pour moitié des Mineurs westphaliens, qui avaient d'abord travaillé en Allemagne, dans des milieux syndiqués. D'autres, d'origine rurale et venus directement de Pologne, avaient été moqués pour une pratique religieuse, jugée excessive par leurs voisins français et traités parfois de « culs-bénit » et selon l’enquête réalisée par Alain Girard et Jean Stœtzel, au lendemain de la guerre, il « leur était devenu inconcevable de s’habiller autrement que dans le style français ». 
Lors du retour au pays, la faible pratique religieuse des réémigrés a causé de sérieux problèmes à leur intégration et plusieurs ont témoigné de vexations subies au quotidien leur reprochant d'être des communistes et des athées.

### Mémoire franco-polonaise
Les Polonais venus de France ont alors donné aux rues de villes de Silésie, remplaçant les noms allemands, ceux des résistants qu'ils ont côtoyés en France ayant combattu le nazisme, selon l'historien Jacques Kmieciak, spécialiste de cet aspect de l'histoire du pays. Parmi eux, le futur premier ministre polonais Edward Gierek, arrivé en 1926, dans le Bassin minier du Nord-Pas-de-Calais et animateur avec le syndicaliste Thomas Olszanski de la grande grève victorieuse d'août 1934 à la Compagnie des mines de l'Escarpelle, mais qui entraine l'expulsion de 77 syndicalistes. 
Des rues sont aussi nommées d'après Broneslaw Kania, de Fouquières-les-Lens, guillotiné en 1943 par les nazis,, et Joseph Burczykowski, mort en déportation à Sachsenhausen, dont les 3 fils ont été fusillés par les nazis, ou encore de Marcel Kolorz, membre de la direction du PCF qui avait animé de 1920 à 1922, les grève de mineurs en Haute-Silésie avant de tomber en 1938 à la bataille de l'Èbre, plus vaste des combats de la guerre d'Espagne, au sein d'une des brigades internationales, le Bataillon Dombrowski, nommé d'après l'officier polonais Jarosław Dombrowski qui participa à la Commune de Paris.